# Miniland
Miniland es una empresa española fundada en 1962 en Onil (Alicante), especializada en la fabricación y distribución de juguetes educativos y productos de puericultura. La marca ha destacado por su compromiso con la inclusión, la sostenibilidad y el desarrollo infantil, y está presente en numerosos mercados internacionales.

## Historia
Miniland fue fundada en 1962 en el municipio alicantino de Onil, una localidad tradicionalmente vinculada a la industria juguetera. En sus inicios, la empresa ofrecía servicios a otras compañías de la comarca. No sería hasta 1996 cuando iniciaría su producción de juguetes y materiales educativos propios. Dos años más tarde, en 1998, fabricó su primera muñeca diversa, anticipando su enfoque hacia la inclusión y la representación infantil.
En 2002, Miniland obtuvo la certificación ISO 9001 y amplió su actividad con una línea de productos de puericultura ligera. En 2003, lanzó el primer vigilabebés de vídeo a color del mercado español. La internacionalización de la compañía se consolidó con la apertura de filiales en Hong Kong (2008) y Estados Unidos (2009).
En 2011 presentó emybaby, una aplicación para acompañar a madres y padres durante la maternidad. En 2015 lanzó la plataforma PlayMiniland, actualmente conocida como Miniland teach&play, con recursos digitales para el entorno educativo.

## Productos
Miniland desarrolla dos grandes líneas de producto:
- Juguetes educativos: incluye muñecas inclusivas, juegos de aprendizaje manipulativo, kits STEM y recursos para el aula.
- Puericultura ligera: incluye vigilabebés, calientabiberones, productos de alimentación infantil y accesorios tecnológicos diseñados para facilitar la crianza.

## Inclusión y diversidad
Miniland ha ganado reconocimiento por su apuesta por la diversidad desde edades tempranas. Su línea de muñecos inclusivos representa distintos tonos de piel, condiciones físicas y síndromes, entre ellos el vitiligo, el síndrome de Down o la movilidad reducida, con el objetivo de fomentar el respeto y la empatía en la infancia.
En 1998, la empresa lanzó su primera muñeca diversa, ampliando progresivamente su catálogo con muñecas que representaban a personas de diferentes zonas del mundo y posteriormente incorporando características como implantes cocleares, gafas, síndrome de Down o vitíligo. Esta iniciativa fue un paso significativo dentro de una estrategia pedagógica orientada a la inclusión, y marcó el inicio de su distribución internacional.
En 2024, su muñeca con vitíligo fue finalista en los premios al Mejor Juguete del Año en España y candidata en los Toy of the Year Awards en Estados Unidos.
La compañía también ha colaborado con la firma de moda Paz Rodríguez en la colección Mini&Me, que visibiliza la inclusión a través del juego simbólico.

## Compromiso medioambiental
Desde 2018, la empresa calcula voluntariamente su huella de carbono, siendo una de las primeras empresas del sector juguetero en España en incorporar esta práctica de forma sistemática.
Entre 2019 y 2021, Miniland comunicó una reducción acumulada del 8,7% de su huella de carbono, destacando un descenso del 28,89% entre 2020 y 2021. En 2024, la cifra de mantuvo estable respecto a ejercicios anteriores, consolidando la evolución hacia una producción más sostenible mediante estrategias de medición y mejora continua.
La empresa ha desarrollado acciones complementarias en el marco del ecodiseño y la economía circular. Entre ellas, destaca la utilización de bioplásticos y materiales reciclados en su catálogo de productos, así como la sustitución de plásticos convencionales por materiales como la madera certificada FSC® o el caucho natural. Miniland también produce parte de su energía mediante paneles solares, alcanzando más de 90 kWh generador en 2024, lo que contribuyó a evitar la emisión de más de 11 tonelades de CO2.

## Reconocimientos y presencia internacional
Miniland ha estado presente en ferias internacionales del sector infantil y educativo, como TOYS MILANO, Spielwarenmesse o Kind + Jugend, y mantiene operaciones en Europa, América y Asia. Su enfoque en la educación emocional y en la inclusión ha sido destacado en medios nacionales e internacionales.
Desde principios de los años 2020, Miniland ha recibido diversos reconocimientos por su innovación, inclusión y compromiso con el desarrollo emocional de la infancia. En 2020, su colección de muñecos con síndrome de Down fue galardonada como Mejor Juguete del Año por la Asociación Española de Fabricantes de Juguetes (AEFJ). En 2021, obtuvo el premio Mejor Juguete Creativo en el Festival El Chupete, por su juego "Mandala Stone" y al año siguiente fue reconocida con dos galardones en los Play for Change Awards de Toy Industries of Europe (TIE): plata en Diversidad e Inclusión por la línea de muñecos con implante coclear y plata en Future Skills por el juguete "Emotions Buddy".
En 2022, el periódico The New York Times, en su sección Wirecutter, incluyó los muñecos Miniland entre los 9 mejores del mundo por su capacidad para fomentar la empatía infantil. En 2022 y 2023, Miniland también fue finalista en los Toy of the Year Awards (TOTY), los principales galardones de la industria juguetera en Estados Unidos.
Más recientemente, en 2023 su colección Colourful Edition fue reconocida como Mejor Juguete para Promover la Igualdad en los premios de la AEFJ. También ese año recibió por tercer año consecutivo el premio a Mejor Juguete Inclusivo otorgado por la revista Ser Padres.